# قائمة سفراء دولة فلسطين لدى المملكة المتحدة
سفير دولة فلسطين لدى المملكة المتحدة هو ممثل دولة فلسطين الرسمي لدى المملكة المتحدة، يقع مقر السفارة الفلسطينية في لندن.

## قائمة السفراء
أنشئ عام 1972 مكتب تمثيل منظمة التحرير الفلسطينية لدى المملكة المتحدة داخل بعثة جامعة الدول العربية. في عام 2011 تحول إلى بعثة دبلوماسية.
| الترتيب | رئيس البعثة الدبلوماسية | صورة | تاريخ الاعتماد الدبلوماسي | تاريخ الانتهاء | رئيس منظمة التحرير الفلسطينية | رئيس وزراء المملكة المتحدة | ملاحظات                                                     |
| ------- | ----------------------- | ---- | ------------------------- | -------------- | ----------------------------- | -------------------------- | ----------------------------------------------------------- |
| 1       | سعيد حمامي              |      | 1972                      | 4 يناير 1978   | ياسر عرفات                    | إدوارد هيث                 | اغتيل.                                                      |
| 2       | نبيل سليم حسن رملاوي    |      | 1978                      | 1983           | ياسر عرفات                    | جيمس كالاهان               |                                                             |
| 3       | فيصل عويضة (Q122175096) |      | 1983                      | 1990           | ياسر عرفات                    | مارغريت ثاتشر              |                                                             |
| 4       | عفيف إميل حنا صافية     |      | سبتمبر 1990               | 2005           | ياسر عرفات محمود عباس         | مارغريت ثاتشر              | [ 5 ]                                                       |
| 5       | مانويل سركيس حساسيان    |      | 2006                      | 2017           | محمود عباس                    | توني بلير                  |                                                             |
| 6       | معن رشيد خليل عريقات    |      | مارس 2017                 | 2018           | محمود عباس                    | تيريزا ماي                 | رفضت بريطانيا منحه تأشيرة دبلوماسية بصفته سفير دولة فلسطين. |
| 7       | حسام سعيد شحادة زملط    |      | 24 أكتوبر 2018            | لا يزال        | محمود عباس                    | تيريزا ماي                 |                                                             |